# Leo Santa Cruz
Leodegario Santa Cruz (ur. 10 sierpnia 1988 w Huetamo) – meksykański bokser, były zawodowy mistrz świata wagi koguciej (do 118 funtów) federacji IBF. 

## Kariera zawodowa
Karierę zawodową rozpoczął 13 października 2006. Do stycznia 2012 stoczył 20 walk, z których 19 wygrał i 1 zremisował. W tym czasie zdobył tytuł tymczasowego mistrza WBC Youth World.
2 czerwca 2012 otrzymał szansę walki o wakujący, po rezygnacji Abnera Maresa, tytuł mistrza IBF w kategorii koguciej. W Carson zmierzył się z reprezentantem Republiki Południowej Afryki Vusi Malingą. Po jednostronnym pojedynku zwyciężył jednogłośnie na punkty i został nowym mistrzem świata. W pierwszej obronie tytułu, 15 września, zwyciężył przez techniczny nokaut byłego mistrza świata WBA wagi muszej Portorykańczyka Erica Morela, który nie wyszedł do szóstej rundy. W kolejnych pokonał rodaków, 10 listopada przez techniczny nokaut w dziewiątej rundzie Victora Zaletę mając go na deskach w rundach: czwartej, siódmej i ósmej a 15 grudnia jednogłośnie na punkty Alberto Guevarę.
W lutym 2013 zrezygnował z tytułu przechodząc do kategorii junior piórkowej. W pierwszej walce pokonał byłego mistrza WBA w wadze junior koguciej Wenezuelczyka Alexandra Muñoza zdobywając wakujący tytuł USBA.
2 maja 2015 w MGM Grand w Las Vegas pokonał jednogłośnie na punkty rodaka Jose Cayetano (17-4, 8 KO). Po dziesięciu rundach trójka sędziów zgodnie wytypowała 100:90.
29 sierpnia 2015 na gali PBC w Los Angeles pokonał niejednogłośnie na punkty 114-114, 117-111 i 117-111 rodaka Abnera Maresa (29-2-1, 15 KO) zdobywając tytuł w trzeciej kategorii wagowej,  pas super czempiona WBA kategorii piórkowej.
16 lutego 2019 w Los Angeles pokonał na punkty Rafaela Riverę (26-3-2, 17 KO) i obronił tytuł mistrza świata wagi piórkowej federacji WBA. Wszyscy sędziowie punktowali w stosunku 119:109.